# Толвино
Толвино — деревня в Рогнединском районе Брянской области России. Входит в состав Рогнединского городского поселения.

## География
Деревня находится в северной части Брянской области, в зоне хвойно-широколиственных лесов, в пределах южной окраины Смоленской возвышенности, на расстоянии примерно 9 километров (по прямой) к северо-северо-западу от Рогнедина, административного центра района. Абсолютная высота — 203 метра над уровнем моря.

### Климат
Климат характеризуется как умеренно континентальный. Средняя температура воздуха самого тёплого месяца (июля) — 18,3 °C; самого холодного (января) — −9 °C. Безморозный период длится в среднем 133 дня. Среднегодовое количество атмосферных осадков составляет около 600 мм, из которых большая часть выпадает в тёплый период.

### Часовой пояс
Деревня Толвино, как и вся Брянская область, находится в часовой зоне МСК (московское время). Смещение применяемого времени относительно UTC составляет +3:00.

## История
До упразднения уездно-губернского деления в 1929 году в Рославльском уезде Смоленской губернии (до 1924 года — в составе Фёдоровской волости, в 1924—1926 годах в Тюнинской волости, в 1926—1929 в Сещенской волости).
До 1959 года в составе Фёдоровского сельсовета. Передана в состав Пацынского сельсовета в 1959 году при его образовании, вместе с другими деревнями Фёдоровского сельсовета (д. Пацынь, д. Абрамовка, д. Азарьевка, д. Толвино, пос. Косово).
В 2005 году, в ходе проведения муниципальной реформы, в результате слияния дореформенных Рогнединского поссовета и Пацынского сельсовета включена в состав Рогнединского городского поселения.  

## Население
| 2010 | 2013 |
| ---- | ---- |
| 7    | ↘3   |

В 1904 году 427 человек, из них 179 мужчин, 248 женщин.

### Национальный состав
Согласно результатам переписи 2002 года, в национальной структуре населения русские составляли 100 % из 17 чел.

## Инфраструктура
Личное подсобное хозяйство с зоной сельскохозяйственного использования, индивидуальная застройка усадебного типа. В 1904 году - 62 двора.

## Транспорт
Деревня доступна автотранспортом. Остановка общественного транспорта «Толвино». 